# Jüdischer Friedhof Nordeck (Allendorf)

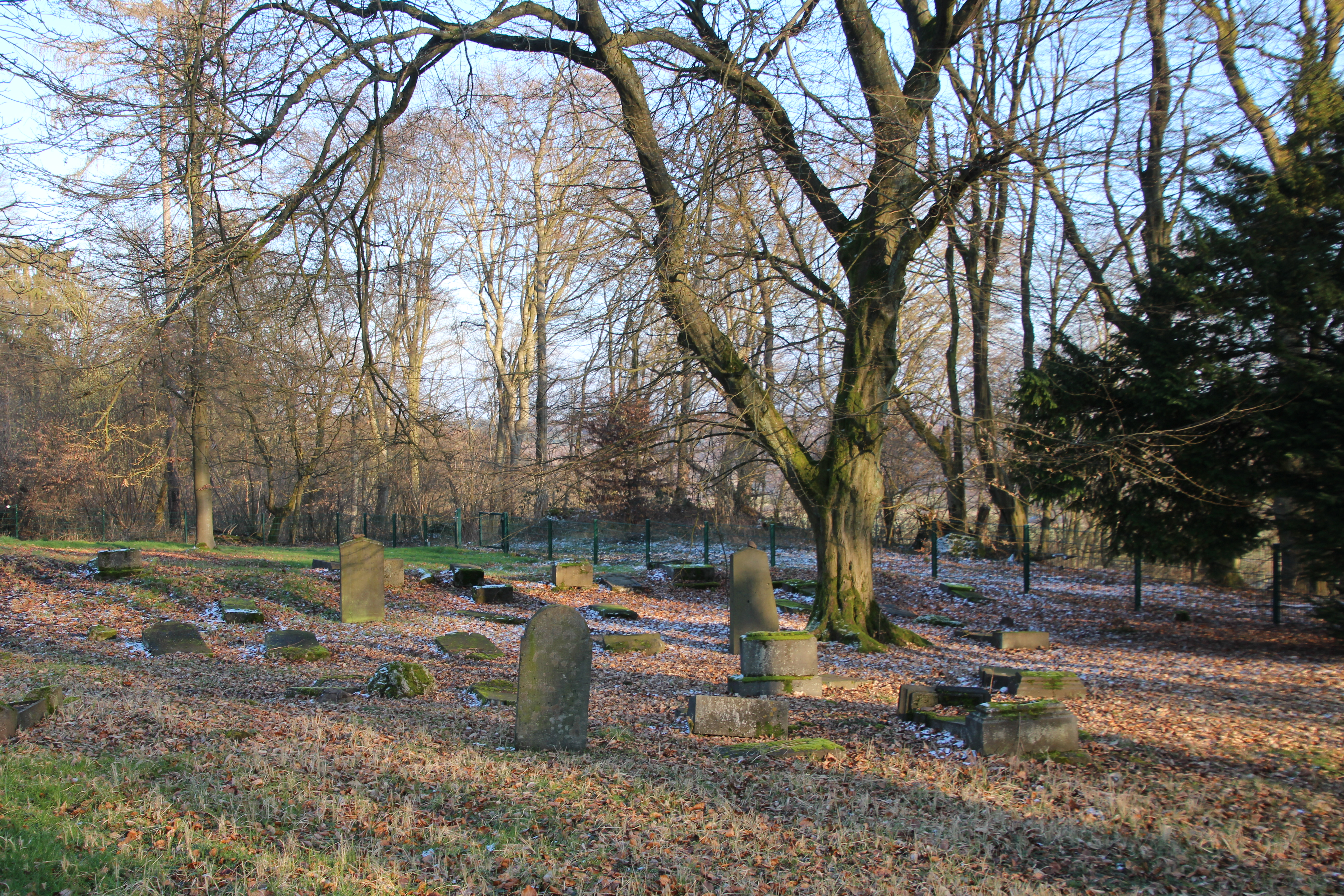
Jüdischer Friedhof in Nordeck

Der Jüdische Friedhof in Nordeck, einem Stadtteil der Stadt Allendorf im mittelhessischen Landkreis Gießen in Hessen, wurde im 18. oder Anfang des 19. Jahrhunderts in der Gemarkung Die Rärer in einem heute aus Wald bestehendem Flurstück angelegt und ist über die Steingasse und Waldwege erreichbar.

## Beschreibung
„Der nördlich des Schlosses auf einem Hügel gelegene Friedhof umfasst 1504 qm. Er hat noch etwa vierzig Grabsteine, die, soweit zu erkennen, vorwiegend aus dem 19. Jahrhundert stammen.“ 
Er wurde in den Jahren 2007 und 2008 von der Stadtverwaltung wiederhergestellt, die vielen vorhandenen Grabsteine sind bei der Instandsetzung nicht aufgerichtet worden und teilweise als zerbrochene Fragmente auf dem Boden verblieben (siehe auch Fotos bei Alemannia Judaica). Durch einen Maschendrahtzaun wird der in leichter Hanglage angelegte Friedhof vollständig umschlossen und von der bewaldeten Umgebung abgegrenzt.
Die Friedhofsfläche umfasst 15,04 Ar und ist einschließlich des alten Baumbestandes im Denkmalverzeichnis des Landesamts für Denkmalpflege Hessen als Kulturdenkmal aus geschichtlichen Gründen eingetragen.